# Edzard II av Ostfriesland
Edzard II, född 24 juni 1532, död 1 mars 1599, var greve av Ostfriesland och huset Cirksena. Han var son till Enno II, som dog 1540. Hans mor Anna av Oldenburg tog då över regeringen för de minderåriga barnen Edzard och Johann.
Edzard gifte sig 1 oktober 1559 i Stockholm med Gustav Vasas dotter Katarina. Sverige ville skaffa sig inflytande längs nordsjökusten, men Edzards mor ogillade det svenska inflytandet och äktenskapet. På hemvägen från Stockholm inträffade dessutom Vadstenabullret, som gjorde att bruden inte följde med till Ostfriesland förrän ett och ett halvt år senare.
Anna gynnade Edzards yngre bror Johann. Först efter Johanns död 1591 erhöll Edzard hela makten i grevskapet. Han var dock tvungen att kompromissa med sina undersåtar. De fick till exempel en hovrätt i Aurich 1593. Edzards svaga ställning, religionsskiljaktigheter och Nederländernas inblandning bidrog till Emdens revolt 1595. Edzard var luthersk, och Emden var kalvinistiskt. Revolten gav Emden ett stort mått av självständighet. De ostfrisiska greverna fick bosätta sig i Aurich istället. Efter hans död vägrade kalvinisterna att begrava honom i kyrkan i Emden, så att Aurich blev huset Cirksenas nya gravplats.

## Barn
1. Margareta (22 november 1560–8 september 1588)
2. Anna (26 juni 1562–21 april 1621)
3. Enno III (30 september 1563–19 augusti 1625) (anfader till Viktoria I av Storbritannien)
4. Johan III av Rietberg (1566–29 september 1625)
5. Christoffer (1569–1636)
6. Edzard (ca 1571–1572)
7. Elisabet (ca 1572–1573)
8. Sofia (5 juni 1574–20 mars 1630)
9. Karl Otto (1577–28 februari 1603)
10. Maria (1 maj 1582–9 juli 1616)